# 死神來了
是一部2000年上映的超自然驚慄電影，由華裔導演黃毅瑜執導。電影作為絕命終結站系列的第一部电影，劇情由黃毅瑜、葛倫·摩根和傑佛瑞·雷迪克合作編寫，由戴文·沙瓦、艾麗·拉特、科爾·史密斯、西恩·威廉·史考特等演員主演。電影故事關於一名高中生預感到即將起飛的飛機會在空中爆炸，他的預知導致一部分人跟著下機，但沒過多久這架飛機真的發生爆炸，但幕後安排這一切的死神便開始一個一個帶走所有逃脫飛機爆炸厄運的倖存者。
劇本最初出自傑佛瑞·雷迪克所編寫，原作為知名美國電視劇《X檔案》的待售劇本，其後被X檔案編劇搭檔之一的黃毅瑜和葛倫·摩根改編，最後以長篇電影的形式推出。這部電影由新線電影公司所發行，在紐約市、溫哥華、多倫多、和舊金山進行取景拍攝，也曾於拿騷縣拍攝。電影於2000年3月17日在美國全線上映，最後獲得超過預算的1.12億美元之優異票房成績。而DVD版本則於2000年9月26日發行，當中附有電影評論、刪減片段、以及紀錄片。
這部電影上映後獲得中等評價，部分評論家稱讚電影“產生相當數量的懸念”以及劇情方面“讓觀眾充滿活力並無法推測接下來的事情”，當中沙瓦的演出獲贊。其後因為這部電影的成功，新線影業在2003年推出續集《絕命終結站2》等其他三部續集，也衍生出一系列小說和迷你漫畫《絕命終結站：死神永不休假》，講述小說中的主角們到坎昆旅遊時的怪事。
雖然稱為系列電影，但除了第二部的人物之外，其他三部與第一部並沒有直接的關聯，情節與人物也都是獨立的。

## 劇情
2000年5月13日，紐約高中生亞歴克斯·布朗寧和他的眾法語課同學，準備搭乘一架佛利航空180號班機前往法國巴黎進行校外旅行。但在飛機起飛之前，亞歴克斯突然進入某種“預知幻象”，預見到這架飛機在起飛後不久將會在空中爆炸、沒有任何生還者。亞歴克斯從現實驚醒後，發現周圍出現的細節和他幻象裏看過的完全一樣，因恐慌而吵鬧著要下飛機，他的鬧事導致一部分人也跟著下飛機；當中有他的好友托德·瓦格納、對手卡特·霍頓和其女友泰莉·錢妮、法語老師瓦萊麗·露頓、以及兩位同學克萊爾·瑞佛斯和比利·希區柯克。
所有回到候機廳的人除了克萊爾以外沒人相信亞歴克斯的說法，但當飛機起飛不久後，卻如出一轍般的在空中爆炸，讓眾人感到震驚不已。飛機爆炸沒有任何生還者，死者包括露頓的同事和托德的哥哥，兩位聯邦調查局探員維納和史瑞克開始對下機的倖存者七人眾進行盤問，他們兩人都不相信帶頭下機的亞歴克斯之預知說法，還認為他跟爆炸有所關聯。災難過去39天，亞歴克斯等倖存者到學校參加完紀念死者儀式，就在當天夜裏，托德在自家浴室裏遭遇一系列“連鎖反應”，被浴室裏的鋼線勒死在浴缸裏。他的死被警方判定自殺，但亞歴克斯卻不相信，他說服克萊爾一起合作溜進停屍間裏查看托德的屍體，見到一名神秘驗屍官威廉·布拉德沃斯。威廉推論他們因下機而打亂死神的安排，因此導致死神回來針對他們逐個清理後患。
隔天，亞歴克斯和克萊爾聚在咖啡廳討論威廉的說法，儘管克萊爾開始認為這過於荒唐，但亞歴克斯認為他們只要欺騙死神就能擺脫死亡厄運。而這時，卡特和泰莉剛好經過那裡，其下車故意和亞歴克斯引發衝突，這導致眾倖存者也過來圍觀。泰莉因受不了他們吵架而準備過馬路，卻剛好直接被一輛公車撞死。泰莉的死讓亞歴克斯證實推論，當他看到關於飛機爆炸源頭調查結果的新聞後，發現他們的死亡順序是根據飛機爆炸源頭所串聯的座位位置，由此發現繼托德和泰莉之後，下一個會死的人是露頓。
亞歴克斯擔心露頓的安危而潛伏在她家視察，但露頓害怕亞歴克斯沒安好心而叫來維納和史瑞克探員帶走他，兩位探員因無法證明亞歴克斯是否有關聯，他們只好放亞歴克斯離開。當時在家的露頓因手中的杯子熱脹冷縮而漏出伏特加，滴入她的電腦導致爆炸，一塊電腦碎片插入她的喉嚨導致她流血不止，還因為廚房着火而倒在地上無法起身，之後被廚房桌子上掉下來的菜刀刺穿胸膛。亞歴克斯趕回來時想救露頓時，她就因廚房爆炸使椅子倒下來而將菜刀刺得更深而慘死，亞歴克斯只能逃跑，屋子立即因失火而爆炸。後來聯調局調查現場，在地板上找到亞歴克斯的鞋印、並在屍體菜刀上找到他的指紋，於是將他列為重大嫌疑犯。一系列離奇死亡讓克萊爾、比利和卡特相信這一切，他們接回亞歴克斯後開始商量如何逃離死亡。
開車過程中，卡特得知他是下一個，因絕望而將車停在火車平交道上企圖自殺，並證明自己才是控制自己生命的人。後來卡特臨時反悔卻發現自己被困，亞歴克斯趕在最後一刻將他救出汽車。卡特的車被火車撞毀後，其中一塊汽車碎片被火車彈飛出去，剛好切斷當時站著發牢騷的比利的頭。隨後，亞歴克斯認為他的干涉而讓死神跳過卡特並殺死比利，認為他將是名單的下一個，於是將他自己鎖在克萊爾的一間森林小屋，對周圍一切物品做好防護措施。但晚間，亞歴克斯突然想起他在幻象中曾經和兩位女同學換過座位，由此發覺克萊爾才是下一個死。
聯調局跟到亞歴克斯的位置後對他進行圍捕，但亞歴克斯還是靠划船逃離。當時，克萊爾剛好被困於漏油中的自家汽車中，還被一條高壓電線包圍困於其中。亞歴克斯趕到並在汽車爆炸前，空手握住電線救出克萊爾，但他自己同時被嚴重電傷導致昏迷。六個月後，克萊爾、卡特和如今澄清罪名並傷勢痊癒的亞歴克斯坐飛機來到巴黎，一起慶祝他們成功生還下來。但當他們聚在一家法國餐廳談話時，亞歴克斯發覺到死神其實根本沒有跳過他，再次看見預兆後使他離開桌子，卻差點被一輛公車撞到。公車撞擊導致餐廳的大型霓虹燈招牌的一頭掉下來，亞歴克斯被卡特救下後，聲言死神沒有跳過他。當卡特問誰是下一個時，霓虹招牌擺回來將卡特當場砸死。

## 演員
| 演員                                  | 角色                              | 備註 |
| 戴文·沙瓦 Devon Sawa                  | 亞歴克斯·布朗寧 Alex Browning     | 紐約亞伯拉罕高中的學生，平日話不多，搭上180號班機不久後預示到飛機爆炸，因此他救下他在內的其他六名乘客，但很快導致死神過來糾纏他們不放。 |
| 艾麗·拉特 Ali Larter                  | 克萊爾·瑞佛斯 Clear Rivers        | 法語課女學生，一向沉默寡言，學校裡沒什麼朋友，對亞歴克斯有好感，災前跟他一起離開飛機，並且一直相信著他。                                |
| 科爾·史密斯 Kerr Smith                | 卡特·霍頓 Carter Horton           | 高中生，一位蠻橫無理、自視甚高的惡霸，是泰莉的男友，時不時喜歡捉弄別人。                                                                |
| 西恩·威廉·史考特 Sean William Scott   | 比利·希區柯克 Billy Hitchcock     | 高中生，戴一頂帽子，老是受卡特霸淩。 |
| 克莉絲汀·克洛克 Kristen Cloke         | 瓦萊麗·露頓 Valerie Lewton        | 亞伯拉罕高中教師，亞歴克斯等人的法語課老師，是唯一離開飛機的教職人員。                                                                  |
| 查德·道尼拉 Chad Donella              | 托德·瓦格納 Tod Waggner           | 亞歴克斯的最好朋友，喜歡逞強、到處泡妞，其哥哥喬治死在飛機上。                                                                          |
| 亞曼達·黛特莫 Amanda Detmer           | 泰莉·錢妮 Terry Chaney            | 高中生，卡特的女友，跟著卡特一起下飛機。                                                                                                |
| 丹尼爾·羅布克 Daniel Roebuck          | 維納探員 Agent Weine              | 聯邦調查局特別探員，負責調查飛機爆炸內幕，始終認為亞歴克斯和意外有關聯。                                                                |
| 羅傑·關韋·史密斯 Roger Guenveur Smith | 史瑞克探員 Agent Schreck          | 聯邦調查局特別探員，維納的搭檔。 |
| 東尼·陶德 Tony Todd                   | 威廉·布拉德沃斯 William Bludworth | 一位驗屍官，不管是行事還是說話態度都極為詭秘，給予過亞歴克斯關於對付死神的指引。                                                        |

## 原版結局
DVD中錄製了一個原版結局：為了終止死神的追殺計畫，亞歴克斯決定犧牲自己，以保護其餘兩位好友。因此，亞歴克斯撿起電線救了克萊爾一命，卻全身著火而英勇犧牲。事情結束的數個月後，唯獨倖存的克萊爾和卡特不再受死神糾纏，克萊爾生下她和亞歴克斯的孩子，其誕生時間剛好也是晚上9：25分，她帶著孩子與卡特一起來到亞歴克斯的墓前紀念他，回憶過去所發生的事。因此這段原結局只會產生出第五部的劇情，而其餘第二到第四部的續集故事均不會發生。

## 相關
180航班空難的原型來自環球航空800號班機空難，包括起飛前客艙燈光閃爍、飛機爆炸時機頭脫離機身等鏡頭都取自TWA800班機空難，劇中播放的事故新聞亦使用的是TWA800班機墜毀時的現場新聞畫面。